# Хамзин, Гали Габбасович
Гали Габбасович Хамзин (баш. Ғәли Ғәббәс улы Хәмзин; 12 июня 1950, Кузгун-Ахмерово, Башкирская АССР — 15 ноября 2009) — советский башкирский певец. Народный (1988) и заслуженный (1986) артист Башкортостана. Лауреат Государственной премии имени Салавата Юлаева «за высокое исполнительское мастерство и большой вклад в развитие музыкального искусства Республики Башкортостан». Почётный гражданин города Миннеаполис американского штата Миннесота (США). 25 лет возглавлял фольклорную группу «Ядкар».

## Биография
После окончания Серменевской средней школы учился в Белорецком профтехучилище, служил в армии. Вернувшись домой, работал шофёром в Белорецке, затем был избран освобождённым секретарем комитета ВЛКСМ родного колхоза. Учиться в Уфимский институт искусств поехал после прочтения газетного объявления о приёме абитуриентов.
В 1981 году, окончив вокальное отделение Уфимского государственного института искусств, стал солистом-вокалистом фольклорного ансамбля «Ядкар» Башкирской государственной филармонии.
Гали Хамзин достойно представлял музыкальное искусство Башкортостана и за рубежом — в Дании, Испании, Швеции, Австралии, Канаде, США и других странах. Его творческие достижения в немалой степени способствовали росту популярности башкирского музыкального искусства в мире.
Жители города Миннеаполис американского штата Миннесота избрали Гали Хамзина почётным гражданином города в знак признательности за его прекрасные концерты.

## Награды
- Лауреат первой премии Всероссийского конкурса исполнителей народной песни (1985)[1]
- Лауреат Республиканского конкурса молодых певцов на приз имени Г. С. Альмухаметова
- Дипломант Международного фестиваля «Содружество»
- Заслуженный артист Башкирской АССР (1986)
- Народный артист Башкирской АССР (1988)
- Республиканская премия имени Салавата Юлаева.

## Память
- Почётный гражданин города Белорецка и Белорецкого района (посмертно).
- В Белорецком районе проводится конкурс вокалистов памяти Гали Хамзина.